# Хадытаяха (приток Харампура)
Хадытаяха (устар. Хадутей-Яха) — река в России, протекает по Пуровскому району в Ямало-Ненецком АО. Устье реки находится на 45 км по левому берегу реки Харампур. Длина реки составляет 149 км. 
Берёт начало в безымянном озере, течёт на север.

## Притоки
- 64 км: Хатояха (лв)
- Тярвуяха (лв)
- 112 км: Нортъяха (лв)

## Данные водного реестра
По данным государственного водного реестра России относится к Нижнеобскому бассейновому округу, водохозяйственный участок реки — Пур, речной подбассейн реки — Подбассейн отсутствует. Речной бассейн реки — Пур.
По данным геоинформационной системы водохозяйственного районирования территории РФ, подготовленной Федеральным агентством водных ресурсов:
- Код водного объекта в государственном водном реестре — 15040000112115300058562
- Код по гидрологической изученности (ГИ) — 115305856
- Код бассейна — 15.04.00.001
- Номер тома по ГИ — 15
- Выпуск по ГИ — 3